# Monique Wittig

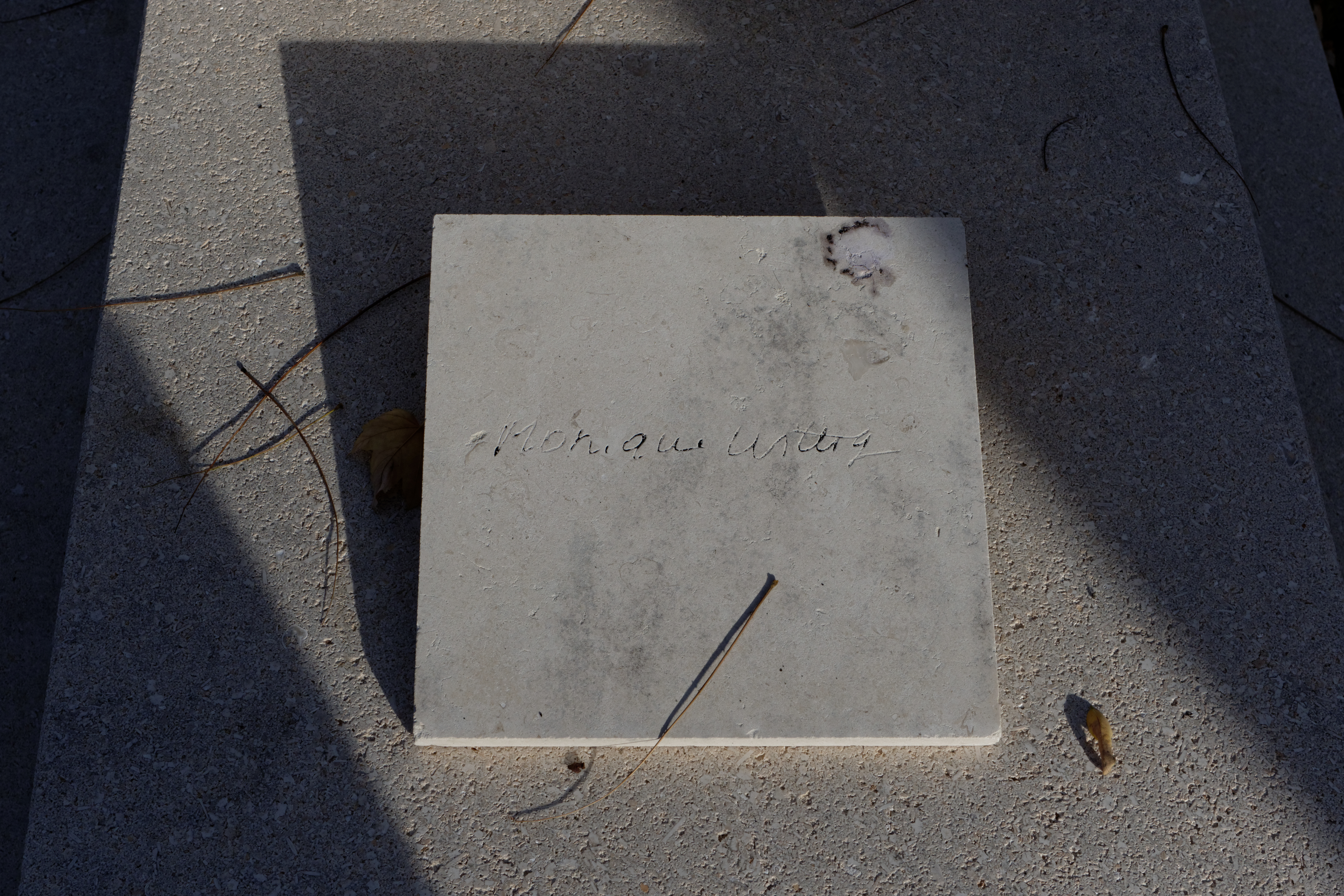
Sepultura de Monique Witting al cementiri del Père-Lachaise

Monique Wittig (13 de juliol de 1935, Dannemarie, Haut-Rhin, França - 3 de gener de 2003, Tucson, Arizona, Estats Units) fou una novel·lista i teòrica feminista francesa que, amb la seva obra, marcà profundament tant el moviment feminista com les teories de gènere.

## Biografia
Monique Wittig fou una de les fundadores del Mouvement de libération des femmes (MLF). A partir del mes d'octubre de 1968 s'implicà en un dels nombrosos grups que formaren el MLF. El mes de maig de 1970 signà amb la seva germana Gille Wittig, Margaret Stephenson (Namascar Shaktini) i Marcia Rothenburg, el text fundacional (literalment el primer text) del Moviment francès a la revista mensual L'idiot international: «Combat pour la libération de la femme» (el títol original era «Pour un mouvement de libération des femmes»).
El 26 d'agost de 1970 posà un pom de flors a la dona del soldat desconegut en el monument de l'Arc de Triomf a París, fet que és considerat com l'element fundacional del moviment feminista francès. Portava una banderola que deia: "Un de cada dos homes és una dona". La policia n'arrestà una desena de manifestants.
L'abril de 1971, signà el Manifest de les 343 a favor del dret a l'avortament, publicat per la revista Le Nouvel Observateur. El mateix any formà part de Gouines rouges, primer grup per la defensa dels drets de les lesbianes, constituït a París. També participà en el grup Féministes Révolutionnaires i col·laborà en la revista Questions féministes.

## Obra
El 1964 rebé el premi Médicis per L'Opoponax, la seva primera novel·la, considerada com un text d'avantguarda pel que fa a les qüestions de gènere. L'escriptora Marguerite Duras elogia el llibre:
```
És segurament el primer llibre modern que s'ha escrit sobre la infantesa... És un llibre a la vegada admirable i molt important perquè es regeix per una sola regla, no utilitzar sinó un material descriptiu pur, i una sola eina, el llenguatge objectiu pur... Una obra mestra.»
```

L'Opoponax fou traduït als estats següents: Alemanya, Dinamarca, Espanya, Estats Units, Finlàndia, Gran Bretanya, Itàlia, Japó, Noruega, Països Baixos, Suècia i l'antiga Txecoslovàquia.
Les seves obres literàries no passaren desaparcebudes: Les Guérillères (1969), un poema èpic considerat una obra cabdal del feminisme, Le Corps lesbien (1973), Brouillon pour un dictionnaire des amantes, escrit amb la col·laboració de la seva parella Sande Zeig (1975), Virgile, non (1985), Paris-la-politique et autres histoires (1999) i La Pensée straight (2001).
Les seves obres es publicaren tant en francès com en anglès. El 1986 presentà la seva tesi: Le chantier littéraire: témoignage sur l'expérience langagière d'un écrivain a l'École des Hautes Études en Sciences Sociales de París, publicada al 2010. Aquesta tesi vol ser, entre altres coses, un homenatge de l'autora a l'escriptora francesa d'origen rus, Nathalie Sarraute, amiga seva des de 1964.
El 1976 es va instal·lar als Estats Units, on es va dedicar a la docència, sobretot a la Universitat de Califòrnia, a Berkeley i a la Universitat de Tucson (Arizona), on va treballar al departament d'estudis (de gènere) de dones.
L'any 2000 es va estrenar la pel·lícula The Girl, basada en una narració seva escrita en anglès i dirigida per la seva parella Sande Zeig.
Monique Wittig va morir d'un atac de cor a Tucson als 67 anys, el dia 3 de gener de 2003.

## Teories
Monique Wittig es va proclamar "lesbiana radical". El moviment lesbiennes radicales va començar a França el 1980, i es va convertir en organització el 1981 amb el nom de Front des lesbiennes Radicales (FLR), l'expressió tant fa referència a una opció sexual com una opció política. Aquesta manera de pensar es trasllada als seus llibres, de manera que només hi apareixen dones. Per tal d'evitar qualsevol mena de confusió puntualitzà: "No hi ha una literatura femenina, això no existeix. En literatura, no separo les dones dels homes. S'és escriptor o no s'és escriptor. Som en un espai mental on el sexe no és determinant. Bé cal que hi hagi un espai de llibertat. El llenguatge ho permet. Es tracta de construir una idea del neutre que fugi del sexe."
Teòrica del feminisme materialista, denuncia el mite de "la dona", qüestiona l'heterosexualitat com a règim polític, base d'un contracte social al qual les lesbianes no es volen sotmetre: "La dona només té sentit en els sistemes de pensament i en els sistemes econòmics heterosexuals. Les lesbianes no són dones." (1978). Aquesta afirmació s'emmarca en la idea que, segons Wittig, la categoria "dona" fou creada per la dominació heterosexual masculina per servir les seves pròpies finalitats. Wittig insta totes les dones a "convertir-se en lesbianes", entenent la paraula des d'un punt de vista polític, i no pas des del punt de vista de l'orientació sexual, per tal d'aconseguir l'alliberament de la classe dona.
Critica no solament el marxisme (que impedeix la lluita feminista), sinó també el feminisme (que no qüestiona el dogma heterosexual) per acabar fent una crítica del dogma heterosexual que es fonamenta en "el pensament straight" ('correcte').
Mitjançant aquestes crítiques, Wittig proposa una posició universalista: l'adveniment del subjecte individual i l'alliberament del desig exigeixen l'abolició de les categories de sexe.

## Controvèrsies sobre la fundació del MLF
Monique Wittig explica com va començar a participar en el MLF en una entrevista recollida l'any 1979 (inèdita fins al 2008) per Josy Thibaut, sociòloga i militant. Com a reacció a la inscripció d'una associació anomenada MLF, així com de la marca i el logo al registre de la propietat industrial (de França) per part d'Antoinette Fouque i de dues persones més (Sylvina Boissonnas i Marie-Claude Grumbach), Wittig afirma:
```
[…] jo era l'única que pensava en un moviment d'
alliberament
 de les dones en aquella època, és per això que hauria de reivindicar el MLF.
[
25
]
```

A la primera reunió que convocà l'octubre de 1968, hi eren presents, segons el testimoni de Wittig: Josiane Chanel, Suzanne Fenn i Antoinette Fouque (l'amfitriona). El grup es fa més gran i les reunions següents tenen lloc a casa de Monique Wittig.

## Obres
| Llibres |
| --- |
| - 1964: L'Opoponax, Les Éditions de Minuit (prix Médicis) - 1969: Les Guérillères, Minuit - 1973: Le Corps lesbien, Minuit - 1976: Brouillon pour un dictionnaire des amantes (amb Sande Zeig, la seva companya), Grasset - reed. 2010 - 1985: Virgile, non, Minuit - 1992: La Pensée straight, Balland «Le Rayon» - rééd. éditions Amsterdam - 1999: Paris-la-Politique, Éditions P.O.L - 2010: Le Chantier littéraire, Presses universitaires de Lyon |

| Articles, assaigs i crítiques |
| --- |
| - «Combat pour la libération de la femme», L'Idiot international no 6, avec Gille Wittig, Margaret Stephenson, Marcia Rothenburg, Paris, mai 1970, p. 13-16 ; « For a Women's Liberation Movement », traduction en anglais de Namascar Shaktini, On Monique Wittig, Theoretical, Political and Literary Essays, University of Illinois Press, 2005, p. 21-34 - «On ne naît pas femme», Questions féministes, n° 8, mai 1980, p. 75-84. - «Le Cheval de Troie», Vlasta, no 4, Spécial Monique Wittig, mars 1985; «The Trojan Horse», Feminist Issues, 1985, p. 45-49 - «Quelques remarques sur Les Guérillères», L'Esprit créateur, 1996, p. 116-122 - «Avatars», L'esprit créateur, vol. 36, no 2, été 1996 - «Le déambulatoire: Entretien avec Natalie Sarraute», L'Esprit créateur, vol. 36, no 2, été 1996, p. 3-8 |

| Traduccions |
| --- |
| - Herbert Marcuse, L'Homme unidimensionnel, traducció de l'anglès (amb l'autor), Minuit, 1968. - Isabel Barreno, Teresa Horta, Fatima Velho Da Costa, Nouvelles Lettres portugaises, traduït del portuguès amb Evelyne Le Garrec i Vera Alves da Nobrega, Seuil, 1974. - Djuna Barnes, La Passion, Flammarion, 1982. |

| Teatre i cinema |
| --- |
| - Le Voyage sans fin, obra de teatre de la companyia Renaud-Barrault; publicada a Vlasta núm. 4, març 1985. - The Girl, pel·lícula de Sande Zeig a partir d'una novel·la de Monique Witting, 2000. |

## A propòsit de Monique Wittig

### Obres
- Sam Bourcier et Suzette Robichon (dir.), Parce que les lesbiennes ne sont pas des femmes, autour de l'œuvre politique, théorique et littéraire de Monique Wittig, Actes du colloque des 16-17 juin 2001, Paris, éditions gaies et lesbiennes, 2002
- Catherine Écarnot, L'écriture poétique de Monique Wittig, À la couleur de Sapho (thèse de doctorat), L'Harmattan, 2002
- Namascar Shaktini (dir.), On Monique Wittig: Theoretical, Political and Literary Essays, Urbana et Chicago, University of Illinois Press, 2005
- Dominique Bourque, Écrire l'inter-dit. La subversion formelle dans l'œuvre de Monique Wittig, Paris, Éditions L'Harmattan, 2006
- Cécile Voisset-Veysseyre, Des Amazones et des femmes, L'Harmattan « Ouverture philosophique », 2010 (ISBN 978-2-296-10832-5)
- Benoît Auclerc et Yannick Chevalier (dir.), Lire Monique Wittig, Presses universitaires de Lyon, 2012, 314 pages

### Revistes i articles
- Marie-Jo Bonnet, «Le désir théophanique chez Monique Wittig», Labrys, études féministes, septembre 2003, repris dans Qu'est-ce qu'une femme désire quand elle désire une femme ?, éditions Odile Jacob, 2004
- Dominique Bourque, Michèle Causse, Natacha Chetcuti, Catherine Ecarnot, Diane Griffin-Crowder, Teresa de Lauretis, Namascar Shaktini, Suzette Robichon, Louise Turcotte, Articles sur Monique Wittig, université Cornell, février 2004
- J. Edgar Bauer, «Mêmeté and the Critique of Sexual Difference: On Monique Wittig's Deconstruction of the Symbolic Order and the Site of the Neuter»,[29] in Arthur et Marilouise Kroker (dir.), Ctheory, 2005
- Théodore Rieger, «Monique Wittig», in Nouveau Dictionnaire de biographie alsacienne, vol. 40, p. 4279